# Umbellula spicata
Umbellula spicata is een Pennatulaceasoort uit de familie van de Umbellulidae. De wetenschappelijke naam van de soort is voor het eerst geldig gepubliceerd in 1902 door Kükenthal.